# Marcos Barraza
Marcos Patricio Barraza Gómez (Pedro de Valdivia, 25 de marzo de 1973) es un psicólogo, bachiller universitario y político chileno, militante del Partido Comunista de Chile (PCCh). Durante el segundo gobierno de la presidenta Michelle Bachelet se desempeñó como subsecretario (2014-2015) y ministro (2015-2018) del Ministerio de Desarrollo Social.

## Biografía
Nació el 25 de marzo de 1973, en Pedro de Valdivia, una antigua oficina salitrera cerca de Tocopilla, en la actual Región de Antofagasta, Chile. Es nieto de obreros de minas de salitre e hijo de Marcos Humberto Barraza Núñez y Patricia Margarita Gómez Aguirre, ambos militantes comunistas y presos políticos durante la dictadura militar de Augusto Pinochet. Ingresó a militar en las Juventudes Comunistas de Chile (JJCC) a los trece años, en 1986.
Realizó estudios universitarios en Universidad de Santiago de Chile (Usach), donde obtuvo el grado académico de bachiller en ciencias y humanidades y el título de psicólogo. En 1998 fue presidente de la Federación de Estudiantes de la USACH y representante estudiantil del organismo superior colegiado de dicha universidad. Así mismo fue encargado universitario de las JJCC y secretario del PCCh en la Región Metropolitana.
Además posee un diplomado de peritaje psicológico forense en delitos sexuales de la Universidad de Chile; diplomado en educación social del Instituto Matríztico; y egresado de tecnología en administración de personal de la Usach.

## Trayectoria profesional
Entre 2008 y 2010 fue psicólogo clínico del Consejo de Defensa del Niño; entre 2009 y 2013, jefe de asesores de la Federación de Sindicatos de Metro; entre 2009 y 2013, perito forense del Ministerio Público; entre 2010 y 2013 fue director ejecutivo del ICAL (Instituto de Ciencias Alejandro Lipschutz), el think tank del Partido Comunista de Chile. Allí condujo investigaciones en derechos laborales y situaciones de precariedad laboral en trabajadores del retail, servicios y forestales.
En 2011, asumió la presidencia del directorio de Inversiones e Inmobiliaria Libertad S.A. (Inmobiliaria Libertad), sociedad comercial que participó en la administración de la Universidad ARCIS.
En mayo de 2025, anunció su renuncia como asesor del Ministerio del Trabajo y Previsión Social, en medio del escándalo político por el Caso Licencias Médicas, donde acusó una "campaña de desprestigio de la derecha" en su contra, alegando su completa inocencia.

## Carrera política

### Segundo gobierno de Bachelet
Es miembro del Comité Central del Partido Comunista de Chile. También fue integrante de la comisión de Educación del comando de la campaña presidencial de Michelle Bachelet (2013).
Entre el 11 de marzo de 2014 y el 11 de mayo de 2015, en el segundo gobierno de Michelle Bachelet, se desempeñó como subsecretario de Previsión Social y como vicepresidente del Cono Sur OISS (Organización Iberoamericana de Seguridad Social).
El 11 de mayo de 2015, fue nombrado por la presidenta Michelle Bachelet como ministro de Desarrollo Social en reemplazo de Fernanda Villegas, convirtiéndose así en el primer ministro de Estado comunista desde el gobierno de Salvador Allende en tener su despacho en La Moneda. Se mantuvo en el cargo hasta el final del gobierno de Bachelet en marzo de 2018.

### Convencional Constituyente
Presentó su candidatura a las elecciones de convencionales constituyentes de 2021 por el distrito 13, formando parte de la lista «Apruebo Dignidad» como candidato por el PCCh. Resultó electo en los comicios del 15 y 16 de mayo, asumiendo el 4 de julio de 2021.

## Historial electoral

### Elecciones de convencionales constituyentes de 2021
- Elecciones de convencionales constituyentes de 2021, para convencional constituyente por el distrito 13, compuesto por las comunas de El Bosque, La Cisterna, Lo Espejo, Pedro Aguirre Cerda, San Miguel y San Ramón.[12]

| Candidato                           | Pacto               | Partido | Votos  | %     | Resultados   |
| ----------------------------------- | ------------------- | ------- | ------ | ----- | ------------ |
| Malucha Pinto Solari                | Lista del Apruebo   | ILYB    | 29.080 | 12,65 | Convencional |
| Ingrid Villena Narbona              | La Lista del Pueblo | ILZN    | 19.801 | 8,61  | Convencional |
| Rodrigo Rojas Vade                  | La Lista del Pueblo | ILZN    | 19.312 | 8,40  | Convencional |
| Natalia Aravena Contreras           | Apruebo Dignidad    | ILYQ    | 13.799 | 6,00  |              |
| Marcos Barraza Gómez                | Apruebo Dignidad    | PCCh    | 11.208 | 4.88  | Convencional |
| Jorge Insunza Gregorio de las Heras | Lista del Apruebo   | PPD     | 4.682  | 2.04  |              |
| Rodolfo Seguel Molina               | Lista del Apruebo   | PDC     | 4.460  | 1.94  |              |
| Daniel Andrade Schwarze             | Apruebo Dignidad    | RD      | 3.141  | 1.37  |              |